# 萬劇場
萬劇場（よろずげきじょう）は東京都豊島区北大塚にある劇場である。

## 沿革
- 1994年
  - 多目的ホールとして「萬スタジオ」として開設
  - 「萬（YOROZU）スタジオ」名にて第6回池袋演劇祭の公演会場となる[3]
- 2009年頃[8]
  - 劇団利用が多かったため、演劇向けに客席などを改装し、「萬劇場」と改称[9]。

### 1993年以前
公式サイト上の完成年以前に「萬スタジオ」を会場とした公演が早稲田大学文化資源データベース内演劇上演記録データベースで確認できる。
- 1992年
  - 8月26日 - 30日 ぶてば 『真ん丸月の輪の中で 倉橋猿廻し団物語』[早 1]
  - 11月25日 - 12月2日 劇団JOE Company 『もうひとつの冬と君』[早 2][10]
- 1993年
  - 4月22日 - 25日 株式会社JINGI 『化身 リ・インカーネーション』[早 3]
  - 4月28日 - 5月1日 BQMAP 『NON ALCOHOL PLEASE』[早 4][11]
  - 6月4日 - 6日 劇団メタセコイア・ドリームズ 『三人姉妹＋1 誰かがあなたを』[早 5]
  - 7月8日 - 11日 クレイジーパワーロマンチスト 『ひまわり』[早 6][12]
  - 9月9日 - 12日 いまじねーしょん 『危し！SLEEPER』[早 7]
  - 10月1日 - 3日 劇団B 『PLEASE．．．』[早 8]

#### 早稲田大学文化資源データベース内演劇上演記録データベース
1. ↑  “真ん丸月の輪の中で 倉橋猿廻し団物語（ぶてば）”. 演劇上演記録データベース.   早稲田大学文化資源データベース. 2021年9月5日閲覧。
2. ↑  “もうひとつの冬と君（劇団JOE Company）”. 演劇上演記録データベース.   早稲田大学文化資源データベース. 2021年9月5日閲覧。
3. ↑  “化身 リ・インカーネーション”. 演劇上演記録データベース.   早稲田大学文化資源データベース. 2021年9月5日閲覧。
4. ↑  “NON ALCOHOL PLEASE”. 演劇上演記録データベース.   早稲田大学文化資源データベース. 2021年9月5日閲覧。
5. ↑  “三人姉妹＋1 誰かがあなたを”. 演劇上演記録データベース.   早稲田大学文化資源データベース. 2021年9月5日閲覧。
6. ↑  “ひまわり”. 演劇上演記録データベース.   早稲田大学文化資源データベース. 2021年9月5日閲覧。
7. ↑  “危うし！SLEEPER”. 演劇上演記録データベース.   早稲田大学文化資源データベース. 2021年9月5日閲覧。
8. ↑  “PLEASE．．．”. 演劇上演記録データベース.   早稲田大学文化資源データベース. 2021年9月5日閲覧。